# 羊蹄沟城址
羊蹄沟城址，位于中国甘肃省高台县，为一个省级文物保护单位，类型为古遗址。
羊蹄沟城址的历史年代为汉、明。